# Lista de edificações de caráter religioso dos Açores

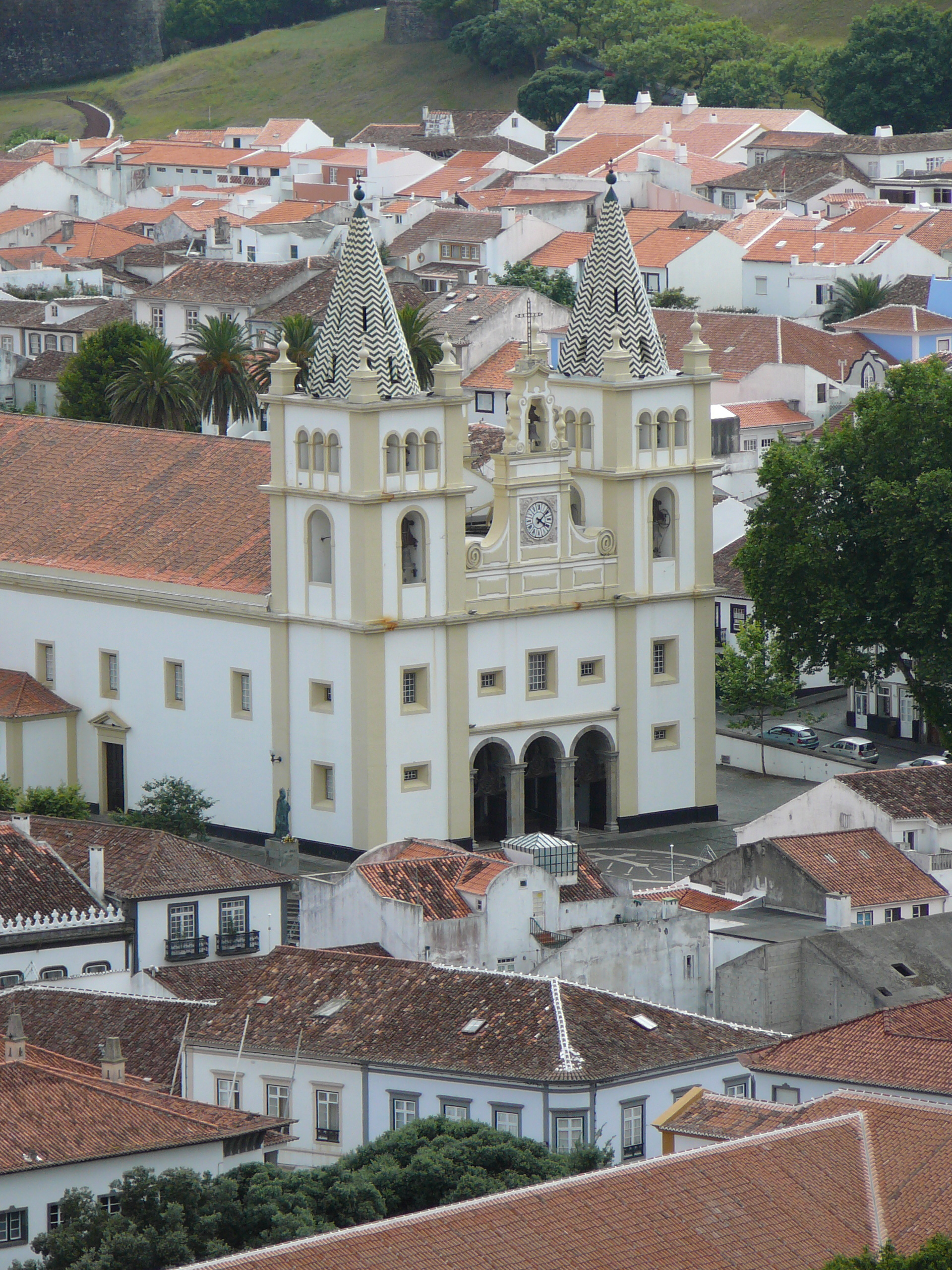
Igreja de São Salvador, Sé Catedral dos Açores, Angra do Heroísmo: ao fundo as muralhas da Fortaleza de São João Baptista.

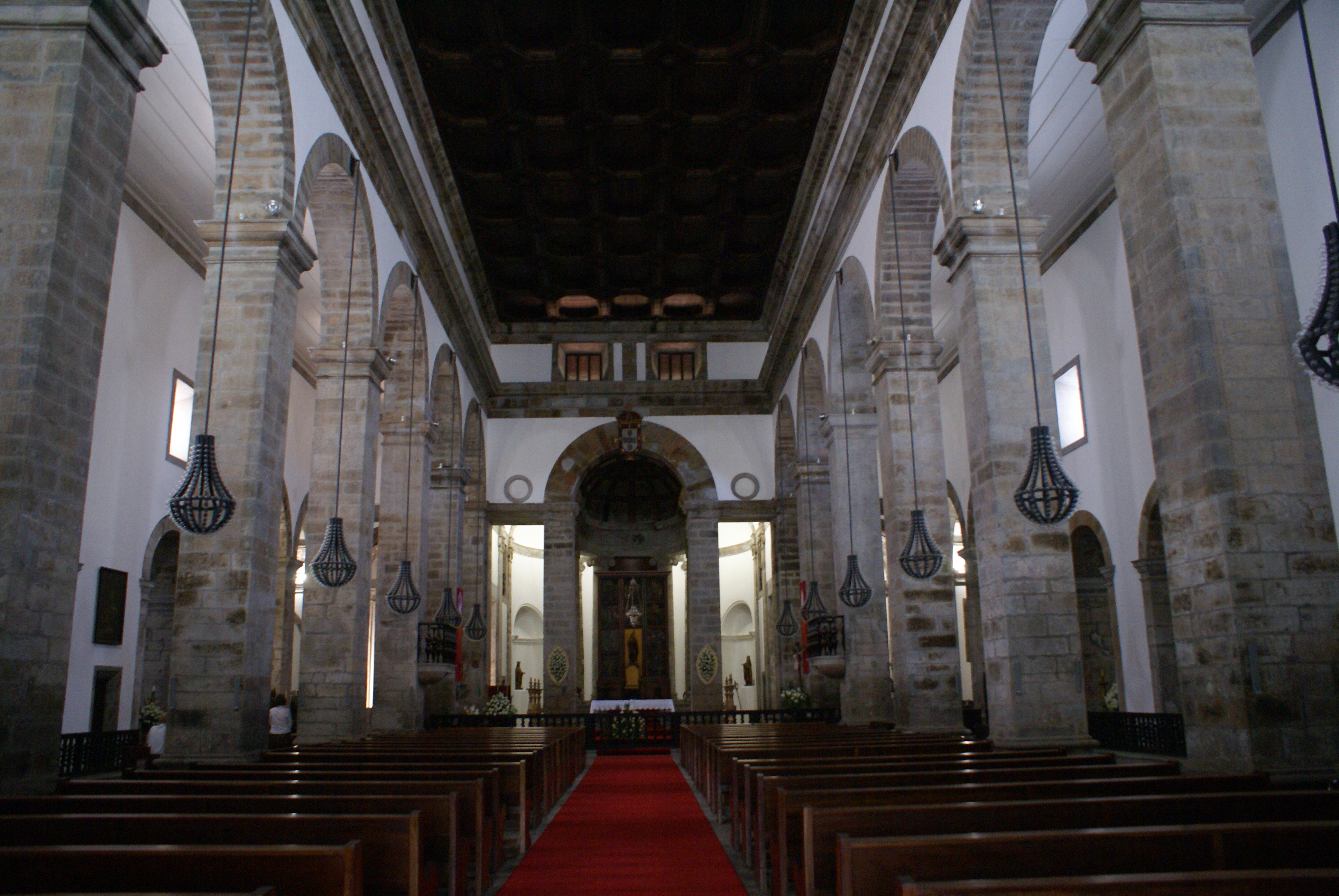
Nave central da Sé Catedral de Angra do Heroísmo.

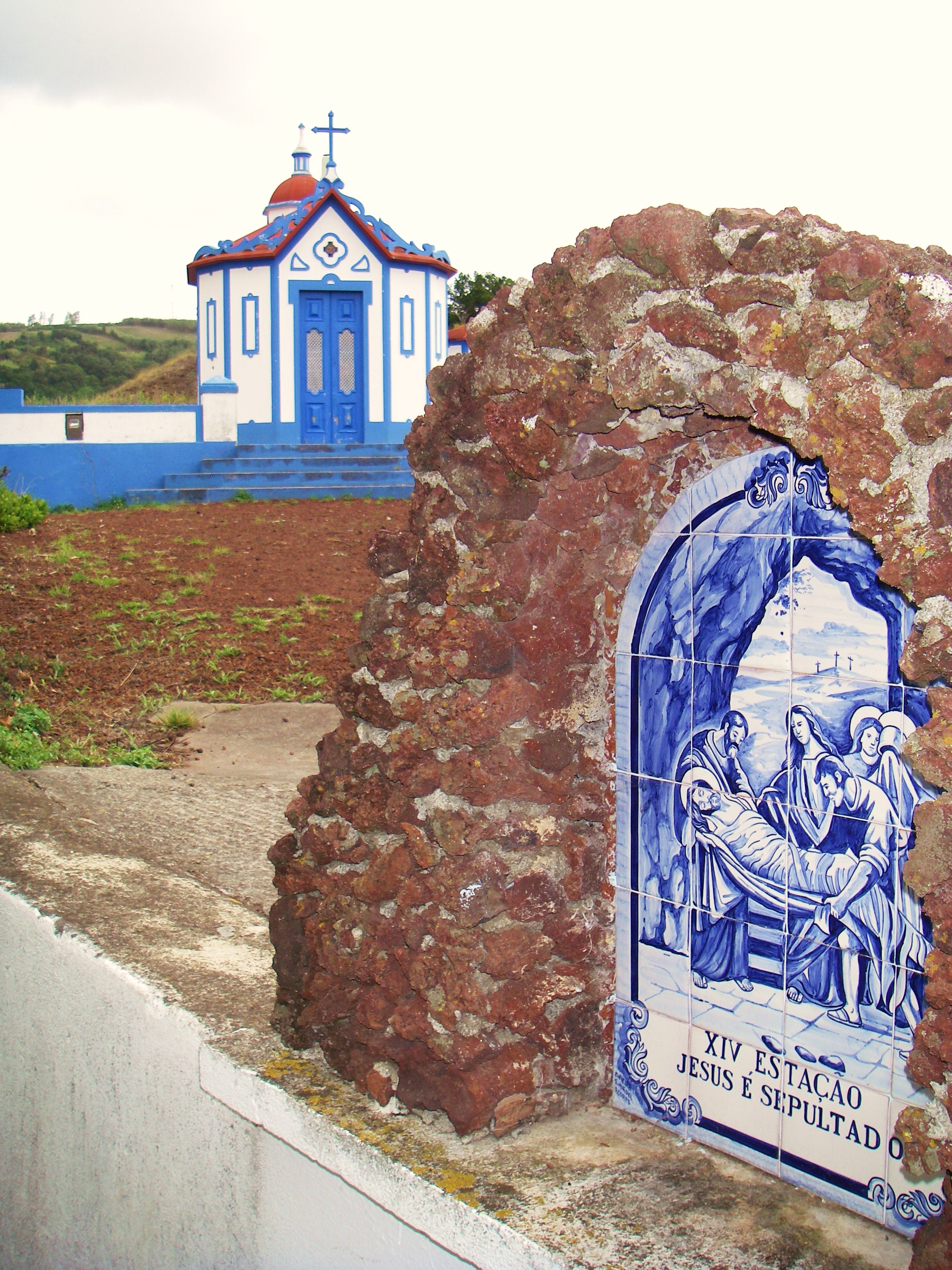
A Ermida de Nossa Senhora do Monte Santo, o local das aparições de Nossa Senhora a uma menina de Água de Pau.

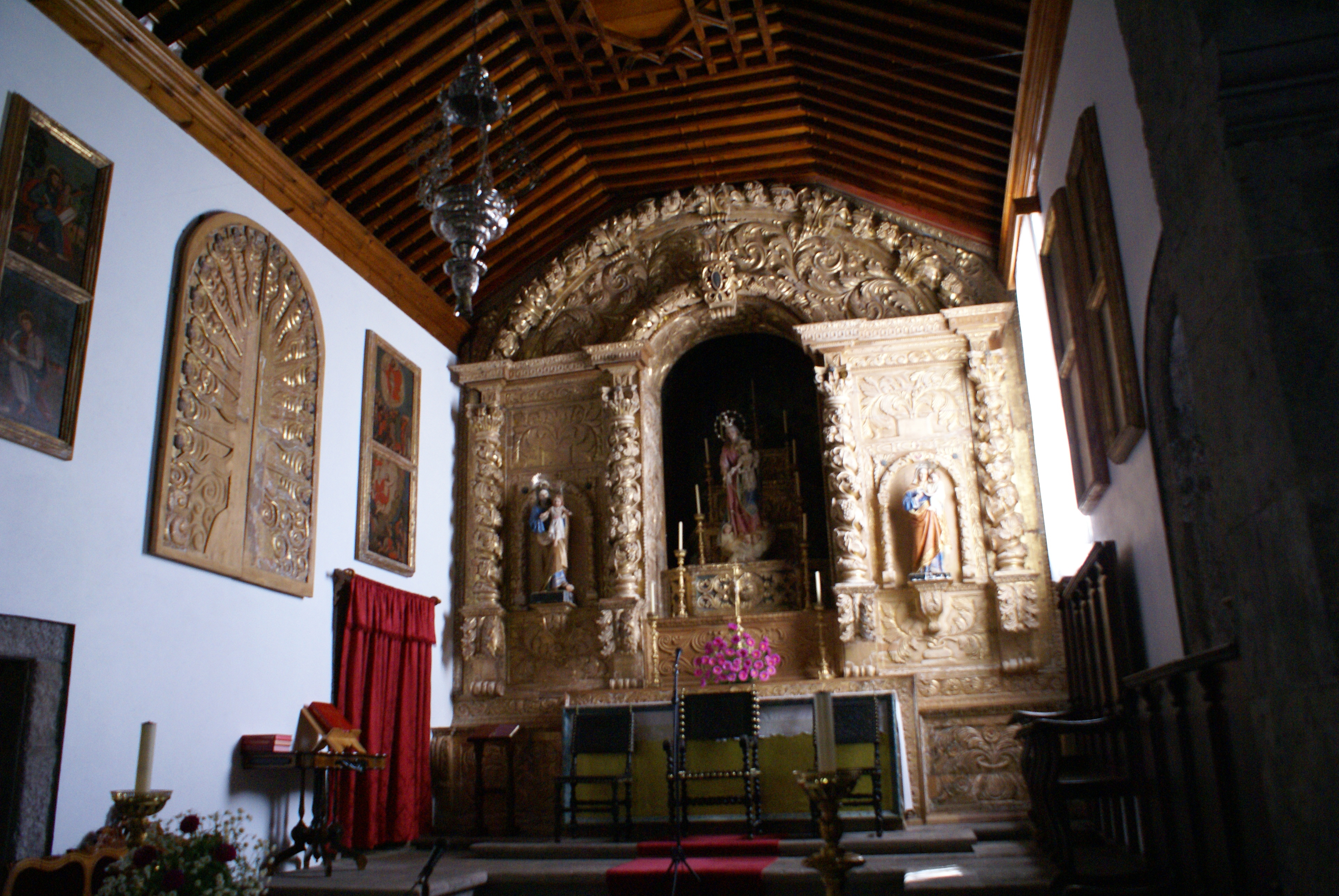
Igreja de Nossa Senhora do Rosário, altar-mor, vila do Topo, Calheta.

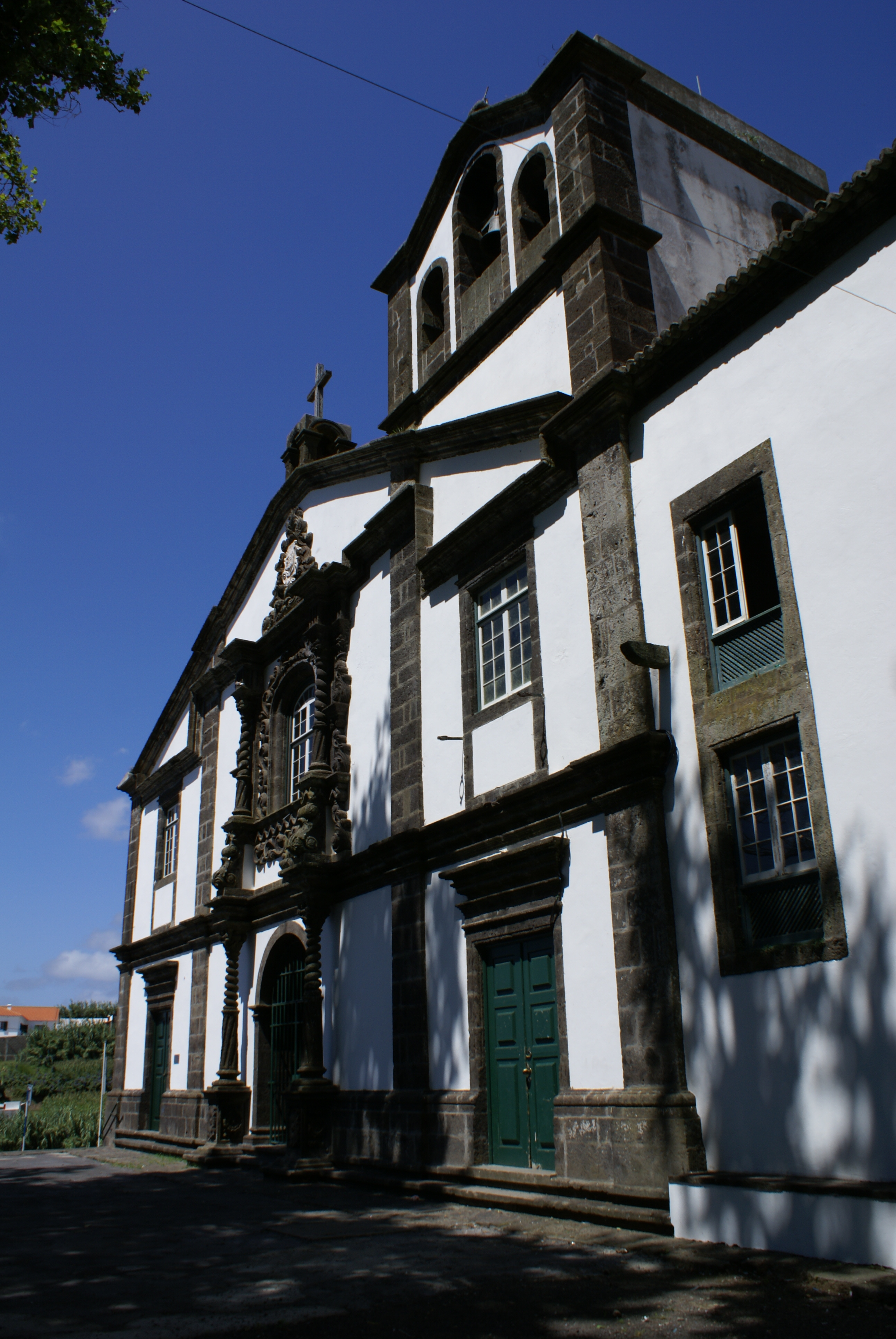
Convento dos Franciscanos, Santa Cruz, fachada, Lagoa.

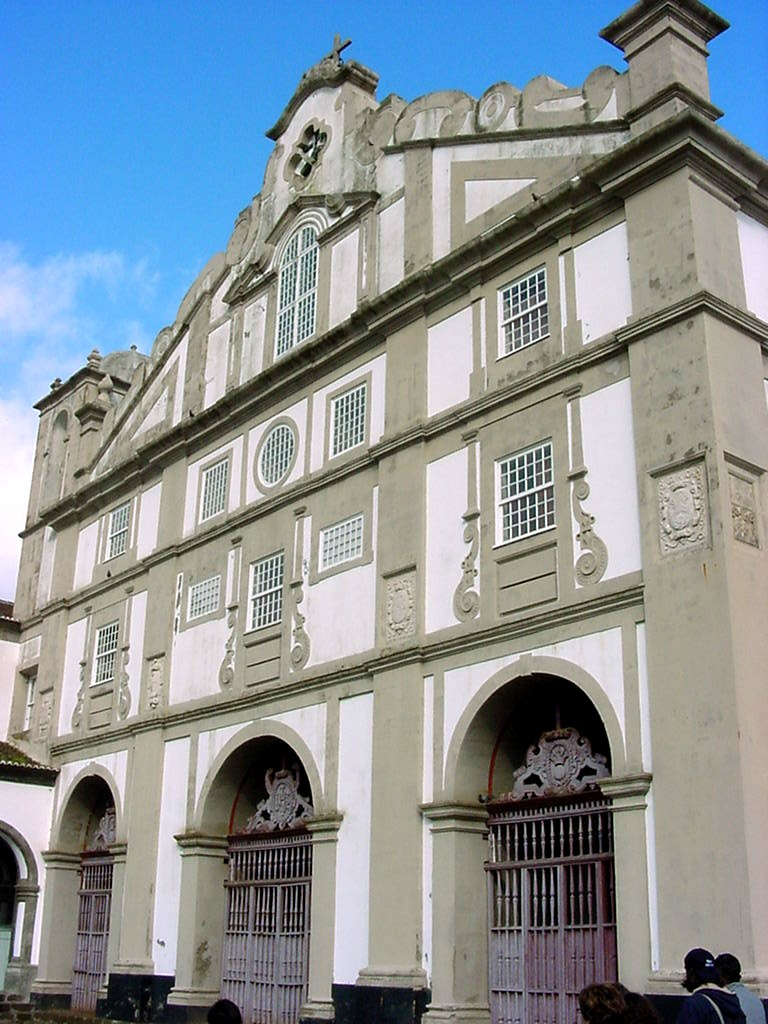
Igreja do Convento de São Francisco: fachada, Angra do Heroísmo.

Esta é uma lista de edificações de carácter religioso dos Açores, por ilha:

## Ilha Terceira

### Conventos
Concelho de Angra do Heroísmo
- Convento de São Gonçalo (Angra do Heroísmo)
- Convento de São Francisco (Angra do Heroísmo)
- Recolhimento das Mónicas
- Convento de Santa Clara (ordem das Franciscanas)
- Convento de Santo António dos Capuchos de Angra
- Convento de Nossa Senhora da Conceição (Angra do Heroísmo)
- Convento da Esperança (Angra do Heroísmo)
- Convento das Freiras Capuchas
- Convento de Nossa Senhora da Guia

Concelho da Praia da Vitória
- Convento de Jesus (Santa Cruz)

### Igrejas
Concelho de Angra do Heroísmo
- Sé Catedral de Angra do Heroísmo
- Igreja Paroquial de Nossa Senhora da Conceição (Angra do Heroísmo, igreja com a categoria de santuário diocesano)
- Igreja Paroquial de Santa Luzia (Angra do Heroísmo)
- Igreja Paroquial de São Bento (Angra do Heroísmo)
- Igreja Paroquial de São Pedro (Angra do Heroísmo)
- Igreja da Misericórdia (Angra do Heroísmo)
- Igreja de Nossa Senhora do Carmo (Angra do Heroísmo) (Angra do Heroísmo)
- Igreja de São Francisco (Angra do Heroísmo)
- Igreja do Orfanato do Beato João Baptista Machado (Angra do Heroísmo)
- Igreja Paroquial de São Roque (Altares)
- Igreja Paroquial de Nossa Senhora do Pilar (Cinco Ribeiras)
- Igreja Paroquial de São Jorge (Doze Ribeiras)
- Igreja de Nossa Senhora da Consolação (Feteira)
- Ermida da Nossa Senhora das Mercês (Feteira)
- Igreja Paroquial de Santo António (Porto Judeu)
- Igreja Paroquial de Nossa Senhora da Penha de França (Posto Santo)
- Igreja Paroquial de São Francisco Xavier (Raminho)
- Igreja Paroquial de São Pedro (Ribeirinha)
- Igreja Paroquial de Santa Bárbara (Santa Bárbara)
- Igreja Paroquial de São Bartolomeu (São Bartolomeu dos Regatos)
- Igreja Paroquial de São Mateus (São Mateus da Calheta)
- Igreja Velha de São Mateus (São Mateus da Calheta)
- Igreja Matriz de São Sebastião (São Sebastião)
- Igreja Paroquial de Nossa Senhora dos Milagres (Serreta)
- Igreja Paroquial de Nossa Senhora de Belém (Terra Chã)

Concelho da Praia da Vitória
- Igreja Matriz de Santa Cruz (Praia da Vitória)
- Igreja do Senhor Santo Cristo das Misericórdias (Praia da Vitória)
- Igreja de São João Batista (Casa da Ribeira, Praia da Vitória)
- Igreja Paroquial de Nossa Senhora de Guadalupe (Agualva)
- Igreja Paroquial de São Pedro (Biscoitos)
- Igreja do Imaculado Coração de Maria (Biscoitos)
- Igreja Paroquial de Santa Catarina (Cabo da Praia)
- Igreja Paroquial de Santa Bárbara (Fonte do Bastardo)
- Igreja Paroquial de Nossa Senhora da Pena (Fontinhas)
- Igreja Paroquial de São Miguel Arcanjo (Lajes)
- Igreja de Nossa Senhora do Ar (Lajes)
- Igreja Paroquial de Santa Margarida (Porto Martins)
- Igreja Paroquial de Santa Beatriz (Quatro Ribeiras)
- Igreja Paroquial de São Brás (São Brás)
- Igreja Paroquial do Divino Espírito Santo (Vila Nova)

### Ermidas
Concelho de Angra do Heroísmo
- Ermida de Nossa Senhora do Desterro
- Ermida de Nossa Senhora da Saúde
- Ermida de Nossa Senhora da Natividade
- Ermida de Nossa Senhora dos Remédios
- Ermida de Nossa Senhora da Boa Viagem
- Ermida de Nossa Senhora da Guia
- Ermida de Nossa Senhora das Neves
- Ermida de Nossa Senhora da Lapa
- Ermida de Nossa Senhora da Conceição (nos Cinco Picos)
- Ermida de Nossa Senhora da Penha de França
- Ermida da Conceição (Terra Chã)
- Ermida de Nossa Senhora de Fátima (no Cabrito)
- Ermida de Nossa Senhora de Fátima (na Estrada Central)
- Ermida de Nossa Senhora das Mercês (São Mateus da Calheta)
- Ermida de Nossa Senhora da Esperança (Porto Judeu)
- Ermida de Nossa Senhora da Graça
- Ermida de Nossa Senhora das Dores
- Ermida de Nossa Senhora da Consolação
- Ermida de Nossa Senhora de Lurdes
- Ermida de Nossa Senhora da Boa Hora (Terra Chã)
- Ermida de Nossa Senhora dos Prazeres
- Ermida de Nossa Senhora de Fátima
- Ermida de Nossa Senhora da Paz
- Ermida de Nossa Senhora do Rosário (Terra Chã)
- Ermida de Nossa Senhora da Esperança (Feteira)
- Ermida de Nossa Senhora da Guia
- Ermida de Nossa Senhora da Piedade
- Ermida de Nossa Senhora da Oliveira
- Ermida do Nossa Senhora da Candelária (São Mateus da Calheta)
- Ermida de Nossa Senhora da Luz (São Mateus da Calheta)
- Ermida de Nossa Senhora da Luz (Altares)
- Ermida de Nossa Senhora do Pilar
- Ermida de Nossa Senhora da Ajuda (Santa Bárbara)
- Ermida de Santo António dos Milagres (São Mateus da Calheta)
- Ermida de Nossa Senhora do Mato (Porto Judeu)
- Ermida de Nossa Senhora das Misericórdias
- Ermida de Nossa Senhora da Madre de Deus
- Ermida de São Lázaro
- Ermida de São Sebastião
- Ermida de São Roque
- Ermida de São Luís
- Ermida de São João Batista, Sé
- Ermida de São João Baptista (São Mateus da Calheta)
- Ermida de São João de Deus
- Ermida de São Sebastião
- Ermida de São João Baptista
- Ermida de São Carlos Borromeu
- Ermida de São João Baptista das Almas
- Ermida de São Jorge
- Ermida de São Tomás da Vila Nova (São Mateus da Calheta)
- Ermida de São Diogo (São Mateus da Calheta)
- Ermida de São Francisco das Almas (São Mateus da Calheta)
- Ermida de São Vicente (São Mateus da Calheta)
- Ermida de São Mateus (Altares)
- Ermida de São João Baptista
- Ermida de São José
- Ermida de Santa Catarina (Angra do Heroísmo)
- Ermida de Santa Filomena
- Ermida de Santa Ana
- Ermida de Santo Cristo do Cruzeiro
- Ermida de Santo Espírito
- Ermida de Santo António da Grota
- Ermida de Santo Amaro
- Ermida do Espírito Santo
- Ermida da Mãe de Deus (Altares)
- Ermida de Jesus, Maria e José, Mónicas
- Ermida Beato João Baptista Machado
- Ermida da Boa Nova
- Ermida do Senhor Bom Jesus
- Ermida da Santa Casa da Misericórdia da Vila de São Sebastião
- Ermida de Santa Luzia
- Ermidas do Posto Santo
- Ermida de Jesus, Maria e José
- Ermida de Santo António, São Carlos, São Pedro
- Ermida da Penha de França
- Ermida de Jesus, Maria e José
- Ermida do Coração Imaculado de Maria
- Ermida da Madre de Deus
- Ermidas Erectas nos Altares

Concelho da Praia da Vitória
- Ermida de São Lázaro (Santa Cruz)
- Ermida de São Sebastião (Biscoitos)
- Ermida de São Pedro Gonçalves (Praia da Vitória)
- Ermida de São Caetano (Praia da Vitória)
- Ermida de São José (Fonte do Bastardo)
- Ermida de São João Baptista (Praia da Vitória)
- Ermida de São José (Praia da Vitória)
- Ermida de São Braz (Praia da Vitória)
- Ermida dos Remédios (Santa Cruz)
- Ermida de São Salvador (Santa Cruz)
- Ermida de Santa Catarina (Biscoitos)
- Ermida de Santa Luzia (Praia da Vitória)
- Ermida de Santa Rita (Praia da Vitória)
- Ermida de Santo Antão (Praia da Vitória)
- Ermida do Porto Martins (Praia da Vitória)
- Ermida do Espírito Santo (Biscoitos)
- Ermida de Nossa Senhora do Ar (Praia da Vitória)
- Ermida de Nossa Senhora dos Remédios (Lajes)
- Ermida de Nossa Senhora da Ajuda (VIla Nova)
- Ermida de Nossa Senhora de Guadalupe (Praia da Vitória)
- Ermida de Nossa Senhora do Loreto (Biscoitos)
- Ermida de Nossa Senhora da Nazaré (Biscoitos)
- Ermida do Bom Jesus (Praia da Vitória)
- Ermida do Espírito Santo (Praia da Vitória)
- Ermida de Santo António (Biscoitos)
- Ermida de Santo António (Fontinhas)
- Ermida de Vera Cruz (Biscoitos)

### Capelas
Concelho de Angra do Heroísmo
- Capela da Virgem de Lourdes (Posto Santo)
- Capela de Nossa Senhora da Conceição (Posto Santo)
- Capela de Nossa Senhora das Vitórias (Villa Maria)
- Capela de São Judas Tadeu (Posto Santo)
- Capela de Nossa Senhora de Lurdes (São Mateus da Calheta)

### Impérios doDivino Espírito Santo
Concelho de Angra do Heroísmo
- Império do Espírito Santo do Corpo Santo (Nossa Senhora da Conceição)
- Império do Divino Espírito Santo de São Bento (Angra do Heroísmo)
- Império do Espírito Santo de São Luís (São Bento)
- Império do Espírito Santo do Arco (São Bento)
- Império do Espírito Santo do Espigão (São Bento)
- Império do Espírito Santo do Vale de Linhares (São Bento)
- Império do Espírito Santo dos Inocentes da Guarita (Conceição)
- Império do Espírito Santo dos Remédios (Conceição)
- Império do Espírito Santo da Caridade (Conceição) (Conceição)
- Império do Espírito Santo do Outeiro (Conceição)
- Império do Espírito Santo do Bairro Social do Lameirinho (Conceição)
- Império do Espírito Santo do Lameirinho (Conceição)
- Império do Espírito Santo da Rua Nova (Conceição)
- Império do Espírito Santo da Santa Casa da Misericórdia de Angra (Conceição)
- Império do Espírito Santo dos Quatro Cantos (Sé)
- Império do Divino Espírito Santo da Rua de cima de São Pedro
- Império do Espírito Santo de São Pedro (Rua de Trás) (São Pedro)
- Império do Espírito Santo de São Carlos (São Pedro)
- Império do Espírito Santo das Bicas de Cabo Verde (São Pedro)
- Império do Espírito Santo do Pico da Urze (São Pedro)
- Império do Espírito Santo da Ladeira Branca (Santa Luzia)
- Império do Espírito Santo da Rua do Conde Sieuve de Meneses (Santa Luzia)
- Império do Espírito Santo da Rua de Baixo de Santa Luzia
- Império do Espírito Santo de São João de Deus (Santa Luzia)
- Império do Espírito Santo da Grota do Medo (Posto Santo)
- Império do Espírito Santo do Posto Santo (Posto Santo)
- Império do Espírito Santo do Espigão (Posto Santo)
- Império do Espírito Santo Terreiro (Terra Chã)
- Império do Espírito Santo da Terra Chã
- Império do Espírito Santo da Canada de Belém (Terra Chã)
- Império do Espírito Santo do Bairro Social da Terra Chã (Terra Chã)

[Império do Espírito Santo da Boa Hora (Terra Chã)
- Império do Espírito Santo de São Mateus (São Mateus da Calheta)
- Império do Espírito Santo do Cantinho (São Mateus da Calheta)
- Império do Espírito Santo de São Bartolomeu dos Regatos (São Bartolomeu de Regatos)
- Império do Espírito Santo dos Regatos (São Bartolomeu de Regatos)
- Império do Espírito Santo das Cinco Ribeiras (Cinco Ribeiras)
- Império do Divino Espírito Santo (Santa Bárbara) (Santa Bárbara)
- Império do Espírito Santo das Doze Ribeiras (Doze Ribeiras)
- Império do Espírito Santo da Serreta (Serreta)
- Império do Divino Espírito Santo do Raminho (Raminho)
- Império do Espírito Santo dos Altares (Altares)
- Império do Espírito Santo de São Sebastião (Vila de São Sebastião)
- Império do Espírito Santo da Ribeira Seca (Vila de São Sebastião)
- Império do Espírito Santo do Porto Judeu (Porto Judeu)
- Império do Espírito Santo do Galinho (Porto Judeu)
- Império do Espírito Santo da Ribeira do Testo (Porto Judeu)
- Império do Espírito Santo do Porto Judeu de Cima (Porto Judeu)
- Império do Espírito Santo da Parada (Feteira)
- Império do Espírito Santo das Mercês (Feteira)
- Império do Espírito Santo da Feteira (Feteira)
- Império da Ponta Nova da Feteira (Feteira)
- Império do Espírito Santo da Rua da Igreja (Ribeirinha)
- Império do Espírito Santo da Serra (Ribeirinha)
- Império do Espírito Santo da Ladeira Grande (Ribeirinha)
- Império do Espírito Santo de Santo Amaro (Ribeirinha)

Concelho da Praia da Vitória
- Império do Espírito Santo das Tronqueiras
- Império do Espírito Santo da Fonte do Bastardo
- Império do Divino Espírito Santo do Porto Martins
- Império do Espírito Santo do Cabo da Praia
- Império do Espírito Santo das Fontinhas
- Império do Espírito Santo de Juncal
- Império do Espírito Santo de São Pedro (Santa Rita)
- Império do Espírito Santo do Rossio
- Império do Espírito Santo de Tronqueiras
- Império do Espírito Santo dos Pescadores (Marítimos)
- Império do Espírito Santo da Caridade da Praia (Santa Cruz)
- Império do Espírito Santo da Casa da Ribeira
- Império do Espírito Santo de Santa Luzia
- Império do Espírito Santo de Santa Rita
- Império do Espírito Santo das Lajes
- Império do Espírito Santo de Santiago (Serra de Santiago)
- Império do Espírito Santo de São Brás
- Império do Espírito Santo da Vila Nova
- Império do Espírito Santo dos Biscoitos
- Império do Espírito Santo de São Pedro da Praia
- Império do Espírito Santo da Casa da Ribeira
- Império do Divino Espírito Santo do Largo Comendador Pamplona (Cabo da Praia)
- Império do Espírito Santo das Quatro Ribeiras
- Império do Espírito Santo da Fonte do Bastardo
- Império do Espírito Santo de Santa Cruz
- Império do Espírito Santo da Agualva
- Império do Espírito Santo do Outeiro da Agualva
- Império do Bairro de São Pedro (Biscoitos)

### Oratórios
Concelho de Praia da Vitória
- Oratório de Nossa Senhora de Fátima da Rua Longa (Praia da Vitória)
- Oratório de Nossa Senhora de Fátima do Largo da Caparica (Praia da Vitória)
- Cruzeiro das Lajes

## Ilha de São Miguel

### Conventos
Concelho de Lagoa
- Convento da Caloura (Água de Pau)
- Convento dos Franciscanos (Lagoa), Lagoa

Concelho de Ponta Delgada
- Colégio dos Jesuítas (Ponta Delgada)
- Convento de Nossa Senhora da Esperança (Ponta Delgada)
- Convento de São Francisco (Ponta Delgada)
- Convento de Nossa Senhora da Graça (Ponta Delgada)
- Convento de Santo André (Ponta Delgada)
- Convento de Nossa Senhora da Conceição (Ponta Delgada)

Concelho de Ribeira Grande
- Convento de Santa Clara (Ribeira Grande)

Concelho de Vila Franca do Campo
- Convento de Santo André (Vila Franca do Campo)

### Igrejas
Concelho de Lagoa
- Igreja de Nossa Senhora das Necessidades (Lagoa)
- Igreja de Nossa Senhora do Rosário (Lagoa)
- Igreja de Santa Cruz (Lagoa)
- Igreja de Nossa Senhora dos Anjos (Água de Pau)

Concelho de Nordeste
- Igreja Matriz de São Jorge (Nordeste)
- Igreja de Nossa Senhora da Anunciação (Achada)
- Igreja Nossa Senhora do Rosário (Achadinha)
- Igreja de Nossa Senhora do Amparo (Algarvia)
- Igreja da Imaculada Conceição (Lomba da Fazenda)
- Igreja Matriz de São Jorge (Lomba da Pedreira)
- Igreja de São José (Salga)
- Igreja de Santana (Santana)
- Igreja de Santo António (Santo António de Nordestinho)
- Igreja de São Pedro (São Pedro de Nordestinho)

Concelho de Ponta Delgada
- Igreja da Mãe de Deus (Ponta Delgada)
- Igreja de Santa Bárbara (Ponta Delgada)
- Igreja de Santa Clara (Ponta Delgada)
- Igreja de Santo António (Santo António)
- Igreja de São José (Ponta Delgada)
- Igreja de São Pedro (Ponta Delgada)
- Igreja Matriz de São Sebastião (Ponta Delgada)
- Igreja de Nossa Senhora da Ajuda (Ajuda da Bretanha)
- Igreja de Nossa Senhora da Conceição (Arrifes)
- Igreja de Nossa Senhora da Saúde (Arrifes)
- Igreja de Nossa Senhora dos Milagres (Arrifes)
- Igreja de Nossa Senhora das Candeias (Candelária)
- Igreja de Nossa Senhora da Apresentação (Capelas)
- Igreja de Nossa Senhora da Ajuda (Covoada)
- Igreja de Nossa Senhora da Oliveira (Fajã de Cima)
- Igreja de Nossa Senhora dos Aflitos (Fenais da Luz)
- Igreja de São Sebastião (Ginetes)
- Igreja de Nossa Senhora do Livramento (Livramento)
- Igreja de Nossa Senhora da Conceição (Mosteiros)‎
- Igreja de Jesus, Maria e José (Várzea, Mosteiros)
- Igreja de Nossa Senhora do Pilar (Pilar da Bretanha)
- Igreja de Nossa Senhora dos Remédios (Remédios da Bretanha)
- Igreja de São Roque (São Roque)
- Igreja de São Nicolau (Sete Cidades)

Concelho de Povoação
- Igreja Matriz de Nossa Senhora Mãe de Deus (Povoação)
- Igreja de Nossa Senhora da Penha de França (Água Retorta)
- Igreja de Nossa Senhora da Graça (Faial da Terra)
- Igreja de Santa Ana (Furnas)
- Igreja de Nossa Senhora da Alegria (Furnas)
- Igreja de Nossa Senhora dos Remédios (Lomba do João Loução)
- Igreja de São Paulo (Ribeira Quente)

Concelho de Ribeira Grande
- Igreja da Misericórdia (Ribeira Grande)
- Igreja Matriz de Nossa Senhora da Estrela (Ribeira Grande)
- Igreja de Nossa Senhora da Conceição (Ribeira Grande)
- Igreja de São Pedro (Ribeira Seca)
- Igreja de São Salvador do Mundo (Ribeirinha)
- Igreja de Nossa Senhora da Ajuda (Fenais da Ajuda)
- Igreja dos Santos Reis Magos (Fenais da Ajuda)
- Igreja de Nossa Senhora dos Prazeres (Pico da Pedra)
- Igreja de Nossa Senhora do Rosário (Lomba da Maia)
- Igreja do Espírito Santo (Maia)
- Igreja de Nossa Senhora da Graça (Porto Formoso)
- Igreja do Bom Jesus (Rabo de Peixe)
- Igreja de São Brás (São Brás)

Concelho de Vila Franca do Campo
- Igreja de São Francisco (Vila Franca do Campo)
- Igreja Matriz de São Miguel Arcanjo (Vila Franca do Campo)
- Igreja de São Pedro (Vila Franca do Campo)
- Igreja do Senhor Bom Jesus da Pedra (Vila Franca do Campo) (ou da Misericórdia)
- Igreja de São Lázaro (Água de Alto)
- Igreja de Nossa Senhora da Piedade (Ponta Garça)
- Igreja do Bom Jesus Menino (Ribeira das Tainhas)

### Ermidas
- Ermida de Nossa Senhora do Monte Santo (Água de Pau)
- Ermida de Nossa Senhora Mãe de Deus (Ponta Delgada)
- Ermida de Nossa Senhora da Mãe de Deus (Nordeste)
- Ermida de Nossa Senhora do Pranto (Nordeste)
- Ermida de Nossa Senhora das Mercês (Calhetas)
- Ermida de Nossa Senhora da Guia (Lagoa)
- Ermida de Nossa Senhora das Dores (Lombinha da Maia)
- Ermida de Nossa Senhora de Monserrate (Água de Pau)
- Ermida de Nossa Senhora do Monte do Carmo (Fenais da Luz)
- Ermida de Nossa Senhora do Rosário (Rabo de Peixe)
- Ermida de Nossa Senhora do Rosário (Nordeste)
- Ermida de Nossa Senhora da Conceição (Rabo de Peixe)
- Ermida de Nossa Senhora do Monte (Povoação)
- Ermida de Nossa Senhora de Fátima (Ginetes)
- Ermida de Nossa Senhora das Mercês (Ponta Garça)
- Ermida de Nossa Senhora da Natividade (Ribeira Grande)
- Ermida de Nossa Senhora da Guadalupe (Ribeira Grande)
- Ermida de Nossa Senhora do Loreto (Fajã de Baixo)
- Ermida de Nossa Senhora da Victória
- Ermida de Nossa Senhora da Paz (Vila Franca do Campo)
- Ermida Nossa Senhora das Candeias (Fenais da Luz)
- Ermida de Nossa Senhora da Salvação (Ribeira Grande)
- Ermida de Nossa Senhora dos Remédios (Remédios)
- Ermida de Nossa Senhora das Vitórias (Furnas)
- Ermida de Nossa Senhora da Nazaré (Nordeste)
- Ermida de Santa Rosa (São Roque)
- Ermida da Santa Ana (Ponta Delgada)
- Ermida de Santa Catarina (Vila Franca do Campo)
- Ermida de Santa Catarina (Ponta Delgada)
- Ermida de Santa Margarida de Chaves (Rosto de Cão)
- Ermida de Santa Rita (Capelas)
- Ermida de Santa Luzia (Ribeira Grande)
- Ermida de Santo Amaro (Vila Franca do Campo)
- Ermida de Santo António do Monte (Candelária)
- Ermida de Santo André (Ribeira Grande)
- Ermida de São Sebastião (Rabo de Peixe)
- Ermida de São Sebastião (Nordeste)
- Ermida de São Brás (Ponta Delgada)
- Ermida de São Gonçalo de Amarante (Ponta Delgada)
- Ermida de São Pedro (Fenais da Luz)
- Ermida da Senhora Santa Ana (Rabo de Peixe)
- Ermida da Santíssima Trindade (Ponta Delgada)
- Ermida de Jesus Maria e José (Livramento)
- Ermida da Mãe de Deus (Vila Franca do Campo)

### Impérios doDivino Espírito Santo
Concelho de Ponta Delgada
- Império do Espírito Santo do Pilar (Pilar da Bretanha)
- Império do Espírito Santo dos Remédios (Remédios)
- Império do Espírito Santo de São Roque (São Roque)

Concelho de Ribeira Grande
- Império do Espírito Santo de Rabo de Peixe (Rabo de Peixe)

Concelho de Vila Franca do Campo
- Império do Espírito Santo (Vila Franca do Campo)

Concelho de Povoação
- Império do Espírito Santo de Água Retorta (Água Retorta)

## Ilha de Santa Maria

### Conventos
- Mosteiro da Ordem de Santa Clara da Invocação de Santa Maria Madalena (Vila do Porto)
- Convento de São Francisco (Vila do Porto)

### Igrejas
- Igreja de Nossa Senhora da Misericórdia (Vila do Porto)‎
- Igreja de Nossa Senhora da Purificação (Santo Espírito)
- Igreja de Nossa Senhora da Vitória (Vila do Porto)
- Igreja de Nossa Senhora do Ar (Vila do Porto)
- Igreja de Nossa Senhora do Bom Despacho (Almagreira)
- Igreja de Santa Bárbara (Santa Bárbara)
- Igreja de Santo Antão (Vila do Porto)
- Igreja de São Pedro (São Pedro)
- Igreja do Recolhimento de Santa Maria Madalena (Vila do Porto)
- Igreja do Recolhimento de Santo António (Vila do Porto)‎
- Igreja Matriz de Nossa Senhora da Assunção (Vila do Porto)

### Ermidas
- Ermida de Nossa Senhora da Boa Morte (Santo Espírito)
- Ermida de Nossa Senhora da Boa Nova (Vila do Porto)
- Ermida de Nossa Senhora da Boa Viagem (Vila do Porto)‎
- Ermida de Nossa Senhora da Conceição (Vila do Porto)‎
- Ermida de Nossa Senhora da Glória (Santo Espírito)
- Ermida de Nossa Senhora da Graça (Almagreira)
- Ermida de Nossa Senhora da Piedade (Santo Espírito)
- Ermida de Nossa Senhora da Saúde (São Pedro)
- Ermida de Nossa Senhora de Fátima (São Pedro)
- Ermida de Nossa Senhora de Lurdes (Santa Bárbara)
- Ermida de Nossa Senhora de Monserrate (São Pedro)
- Ermida de Nossa Senhora do Desterro (Santa Bárbara)
- Ermida de Nossa Senhora do Livramento (Vila do Porto)
- Ermida de Nossa Senhora do Monte (Almagreira)
- Ermida de Nossa Senhora do Pilar (São Pedro)
- Ermida de Nossa Senhora dos Anjos (Vila do Porto)
- Ermida de Nossa Senhora dos Prazeres (Santo Espírito)
- Ermida de Nossa Senhora dos Remédios (Almagreira)
- Ermida de Nossa Senhora Mãe de Deus (Vila do Porto)‎
- Ermida de Jesus, Maria, José (Santa Bárbara)
- Ermida de Santa Rita (Almagreira)
- Ermida de Santo António (Santo Espírito)
- Ermida de São Lourenço (Vila do Porto) (Santa Bárbara)
- Ermida de São Pedro Gonçalves Telmo (Vila do Porto)

### Impérios do Divino Espírito Santo
- Império do Espírito Santo de Santo Espírito
- Império do Espírito de Santa Bárbara

## Ilha do Faial

### Conventos
- Convento dos Jesuítas da Horta
- Convento de São Francisco
- Convento do Carmo

### Igrejas
- Igreja de Nossa Senhora do Rosário
- Igreja de Nossa Senhora das Dores
- Igreja de São Salvador (Horta)
- Igreja de Nossa Senhora de Fátima (Ribeira Funda)
- Igreja de Nossa Senhora da Graça (Praia do Almoxarife)
- Igreja de Santa Bárbara (Cedros)
- Igreja de Nossa Senhora da Conceição (Horta)
- Igreja ao Divino Espírito Santo (Feteira)
- Igreja de Nossa Senhora da Ajuda (Pedro Miguel)
- Igreja de Nossa Senhora das Angústias (Horta)
- Igreja de Nossa da Esperança, Norte Pequeno
- Igreja de Nossa Senhora do Carmo
- Igreja de Santa Ana, Capelo
- Igreja de Santa Catarina, Castelo Branco
- Igreja de Santo António, Espalhafatos
- Igreja de São Mateus, Ribeirinha
- Torre do Relógio - Antiga Igreja Matriz da Horta.
- Igreja de Nossa Senhora da Luz (Flamengos)

### Ermida
- Ermida de São João (Faial).
- Ermida de São Pedro (Feteira)
- Ermida de Nossa Senhora da Guia
- Ermida de Nossa Senhora da Penha de França, (Praia do Norte)
- Ermida de Nossa Senhora da Saúde, Fajã do Varadouro.
- Ermida de Nossa Senhora do Pilar
- Ermida de Santa Bárbara
- Ermida de Santo Amaro
- Ermida de Santo António
- Ermida de São João

### Impérios do Divino Espírito Santo
- Império do Divino Espírito da Conceição (Horta)
- Império do Divino Espírito de Santo António (Horta)
- Império do Divino Espírito Santo dos Nobres (Horta)
- Império do Divino Espírito Santo da Infância
- Império do Divino Espírito dos Operários Pasteleiros (Horta)
- Império do Divino Espírito da Rua de Santana (Horta)
- Império do Divino Espírito Santo do Salão
- Império do Divino Espírito Santo da Ataleia
- Império do Divino Espírito Santo da Santíssima Trindade do Capelo
- Império do Divino Espírito Santo do Cascalho (Cedros)
- Império do Espírito Santo da Coroa Nova (Castelo Branco)
- Império do Espírito Santo da Coroa Velha (Castelo Branco)
- Império do Espírito Santo da Praça (Cedros)
- Império do Divino Espírito Santo da Rua da Cima (Cedros)
- Império do Divino Espírito Santo do Canto do Chão Frio
- Império do Divino Espírito Santo do Farrobim
- Império do Divino Espírito Santo da Caridade da Feteira
- Império do Espírito Santo da Ponte (Flamengos)
- Império do Divino Espírito Santo da Lomba (Flamengos)
- Império do Divino Espírito Santo da Cruz (Flamengos)
- Império do Divino Espírito Santo do Cantinho (Flamengos)
- Império do Divino Espírito Santo da Praça (Flamengos)
- Império do Divino Espírito Santo Infantil do Farrobo (Flamengos)
- Império do Divino Espírito do Cimo da Granja
- Império do Divino Espírito das Grotas
- Império do Divino Espírito Santo da Lombega (Castelo Branco)
- Império do Divino Espírito do Norte Pequeno
- Império do Divino Espírito da ou Casa do Espírito Santo de Pedro Miguel
- Império do Divino Espírito da Portela
- Império do Divino Espírito Santo da Praia do Norte (Praia do Norte)
- Império do Divino Espírito Santo da Trindade (Praia do Almoxarife)
- Império do Divino Espírito da Ramada
- Império do Divino Espírito Santo da Ribeirinha (Ribeirinha Horta)
- Império do Divino Espírito da Santíssima Trindade (Ribeirinha)
- Império do Divino Espírito Santo da Ribeirinha
- Império do Divino Espírito Santo do Salão
- Império do Espírito de São Pedro
- Império do Divino Espírito Santo de Santo Amaro (Conceição)

## Ilha de São Jorge

### Conventos
- Convento de São Francisco (Velas)
- Convento da Vila da Calheta
- Convento de São Diogo (Vila do Topo)
- Convento de Nossa Senhora do Rosário (Velas)

### Igrejas
- Igreja de Santa Catarina (Calheta)
- Igreja de Santo António (Norte Grande)
- Igreja de Santa Bárbara (Manadas)
- Igreja de Nossa Senhora das Neves (Norte Grande)
- Igreja de São Mateus (Urzelina)
- Igreja de São Jorge (Velas) (matriz)
- Igreja da Nossa Senhora do Rosário (Rosais)
- Igreja de Santo Amaro (Velas)
- Igreja de Nossa Senhora do Rosário (Topo) (matriz)
- Igreja de Nossa Senhora da Conceição (Velas)
- Igreja de São Lázaro (Norte Pequeno)
- Igreja de Santa Ana (Beira)
- Igreja de São Tiago Maior (Ribeira Seca)
- Igreja de Santo Antão

### Ermidas
- Igreja de Santo Cristo
- Ermida de Nossa Senhora de Lourdes (Fajã dos Cubres)
- Ermida de Santa Filomena (Fajã da Penedia)
- Ermida de São Miguel Arcanjo (Ribeira da Areia)
- Ermida de Nossa Senhora de Fátima (Fajã da Ribeira da Areia)
- Ermida de Nossa Senhora das Dores (Fajã do Ouvidor)
- Ermida de São José (Toledo)
- Ermida de Santo Antão, Parque do Terreiro da Macela
- Ermida de São João Evangelista, Fajã de João Dias
- Ermida de Nossa Senhora de Lurdes (Beira)
- Ermida do Cristo Rei,  Santo Amaro (Velas)
- Ermida de São Pedro (Velas)
- Ermida de São João (Velas)
- Ermida de Nossa Senhora do Livramento (Velas)
- Ermida de Nossa Senhora da Piedade (Velas)
- Ermida de Nossa Senhora de Fátima (Santo Amaro)
- Ermida de Nossa Senhora da Boa Hora
- Ermida de Nossa Senhora do Desterro (Fajã de Santo Amaro)
- Ermida de Nossa Senhora das Candeias, (Fajã de Santo Amaro), Santo Amaro (Velas)
- Ermida de Jesus, Maria, José (Urzelina)
- Ermida do Senhor Jesus da Boa Morte, Urzelina
- Ermida da Senhora da Encarnação (Ribeira do Nabo)
- Ermida de Santa Rita de Cássia (Manadas)
- Ermida de Nossa Senhora do Guadalupe (Manadas)
- Ermida de Santo António, (Manadas)
- Ermida de Santo Cristo, Fajã das Almas
- Ermida de Nossa Senhora das Almas, Fajã das Almas
- Ermida de Nossa Senhora do Socorro, Biscoitos
- Ermida do Senhor Bom Jesus (Fajã Grande)
- Ermida de Santo António (Calheta)
- Ermida de Nossa Senhora dos Milagres (Ribeira Seca)
- Ermida de Nossa Senhora do Livramento (Loural)
- Ermida de Nossa Senhora da Boa Viagem (Portal)
- Ermida de São Tomé, São Tomé (Calheta)
- Ermida de São João, Fajã de São João
- Ermida de Santa Rosa (Santo Antão)
- Ermida do Senhor Bom Jesus (Cruzal, Santo Antão)
- Ermida de São Pedro (São Pedro, Topo)

### Capelas
- Capela de São João Baptista
- Capela de São Sebastião
- Capela de Nossa Senhora da Luz
- Capela da Sagrada Família
- Capela da Nossa Senhora da Ajuda (Solar dos Tiagos, Topo)

### Impérios do Divino Espírito Santo
- Império do Espírito Santo de Toledo
- Império do Espírito Santo da Calheta
- Império do Espírito Santo da Urzelina
- Império do Espírito Santo da Beira
- Império do Espírito Santo dos Biscoitos (Calheta)
- Império do Espírito Santo Da Fajã dos Vimes
- Império do Espírito Santo do Loural
- Império do Espírito Santo das Manadas
- Império do Espírito Santo do Norte Grande
- Império do Espírito Santo do Portal
- Império do Espírito Santo da Ribeira Seca
- Império do Espírito Santo dos Rosais
- Império do Espírito Santo de Santo Antão
- Império do Espírito Santo de Santo António
- Império do Espírito Santo do Topo
- Império do Espírito Santo das Velas
- Império do Espírito Santo ou da Trindade das Velas

## Ilha do Pico

### Igrejas
- Igreja de Nossa Senhora de Fátima (Ribeiras)
- Igreja de Nossa Senhora da Piedade (Piedade)
- Igreja de Nossa Senhora das Dores (Criação Velha)
- Igreja de Nossa Senhora da Ajuda (Prainha)
- Igreja de Nossa Senhora das Candeias (Candelária)
- Igreja de Nossa da Boa Nova (Bandeiras)
- Igreja de Nossa da Conceição anexa ao convento de São Francisco
- Igreja de Santa Luzia (Santa Luzia)
- Igreja de Santa Madalena (Madalena)
- Igreja de Santa Margarida (Terra do Pão)
- Igreja de Santa Cruz (Ribeiras)
- Igreja de Santa Bárbara (Pontas Negras, Ribeiras)
- Igreja de Santo Amaro (Santo Amaro)
- Igreja de Santo Antão (Ribeirinha)
- Igreja de Santo António (Santo António)
- Igreja de Santo Isidro
- Igreja da Santíssima Trindade
- Igreja de São Mateus (São Mateus)
- Igreja de São Sebastião (Calheta de Nesquim)
- Igreja de São Bartolomeu (Silveira)
- Igreja de São Pedro de Alcântara (Cais do Pico)
- Igreja de São Roque (Ilha do Pico)
- Igreja de São Caetano
- Igreja de São João Baptista

### Ermidas
- Ermida do Coração de Jesus (Eirinha)
- Ermida de Sebastião (Lajes do Pico)
- Ermida de Nossa Senhora da Alegria
- Ermida de Nossa Senhora da Conceição (Porto de São Mateus)
- Ermida de Nossa de Fátima (Ribeira Seca)
- Ermida de Nossa Senhora de Fátima (Campo Raso)
- Ermida de Nossa Senhora da Boa Viagem (Calhau)
- Ermida de Nossa Senhora da Boa Viagem (Criação Velha)
- Ermida de Nossa Senhora da Conceição da Rocha
- Ermida de Nossa Senhora da Conceição
- Ermida de Nossa Senhora da Piedade
- Ermida de Nossa Senhora da Pureza
- Ermida de Nossa Senhora do Desterro
- Ermida de Nossa Senhora do Socorro das Ribeiras
- Ermida de Nossa Senhora dos Milagres
- Ermida de Nossa Senhora Mãe da Igreja
- Ermida de Santa Ana (Santa Ana)
- Ermida da Mãe de Deus
- Ermida da Rainha do Mundo
- Ermida da Santíssima Trindade
- Ermida de Santa Catarina
- Ermida de Santa Margarida
- Ermida de Santo Expédito
- Ermida de Santo António do Monte (Candelária)
- Ermida de São Caetano
- Ermida de São João, (Ribeira Grande)
- Ermida de São João, São Mateus (Madalena)
- Ermida de São Mateus da Costa
- Ermida de São Tomé
- Ermida de São Domingos
- Ermida de São Vicente
- Ermida de São Miguel Arcanjo
- Ermida de São Nuno
- Ermida de São Pedro (Prainha de Baixo)
- Ermida de São Pedro (Lajes)

### Impérios do Divino Espírito Santo
- Império do Divino Espírito Santo de Santa Luzia.
- Império do Divino Espírito Santo de Santo António.
- Império do Divino Espírito Santo de Santana.
- Império do Divino Espírito Santo de São Caetano.
- Império do Divino Espírito Santo das Bandeiras
- Império do Divino Espírito Santo de Cabo Branco
- Império do Divino Espírito Santo da Calheta de Nesquim
- Império do Divino Espírito Santo da Candelária
- Império do Divino Espírito Santo da Criação Velha
- Império do Divino Espírito Santo de São Mateus do Pico
- Império do Divino Espírito Santo da Piedade
- Império do Divino Espírito Santo da Prainha de Baixo
- Império do Divino Espírito Santo da Ribeira do Meio
- Império do Divino Espírito Santo da Ribeirinha
- Império do Divino Espírito Santo de Santo Amaro
- Império do Divino Espírito Santo de Santa Bárbara
- Império do Divino Espírito Santo de Santa Cruz das Ribeiras
- Império do Divino Espírito Santo da Companhia de Baixo
- Império do Divino Espírito Santo da Lombega
- Império do Divino Espírito Santo do São Mateus
- Império do Divino Espírito Santo de São Miguel Arcanjo
- Império do Divino Espírito Santo de São Roque
- Império do Divino Espírito Santo das Sete Cidades
- Império do Divino Espírito da Silveira
- Império do Divino Espírito da Terra do Pão
- Império do Divino Espírito do Valverde
- Império do Divino Espírito Santo da Ginjeira
- Império do Divino Espírito Santo da Madalena
- Império do Divino Espírito Santo das Pontas Negras
- Império do Divino Espírito Santo de São João

### Capelas
- Capela de Santo António da Furna

## Ilha Graciosa

### Igrejas
- Igreja da Misericórdia (Santa Cruz da Graciosa)
- Igreja da Misericórdia (Vila da Praia)
- Igreja Matriz de Santa Cruz (Santa Cruz da Graciosa)
- Torre da Igreja de Nossa Senhora dos Anjos (Santa Cruz da Graciosa)
- Igreja de Nossa Senhora de Guadalupe (Guadalupe)
- Igreja de São Mateus (Vila da Praia)
- Igreja de Nossa Senhora da Luz (Luz)
- Igreja de Nossa Senhora da Esperança (Ribeirinha)
- Igreja de Santo António (Vitória)

### Ermidas
- Ermida de São Salvador (Santa Cruz da Graciosa)
- Ermida de São João (Santa Cruz da Graciosa)
- Ermida de Nossa Senhora da Ajuda (Santa Cruz da Graciosa)
- Ermida de Nossa Senhora da Boa Nova (Santa Cruz da Graciosa)
- Ermida de Santo António (Folga)
- Ermida de Nossa da Senhora das Dores (Dores)
- Ermida do Bom Jesus (Bom Jesus)
- Ermida de Santo Amaro (Santo Amaro)
- Ermida de Nossa Senhora da Saúde (Vila da Praia)
- Ermida de Nossa Senhora da Guia (Vila da Praia)
- Ermida de Santa Ana da Lagoa (Lagoa)
- Ermida de Santo António (Vila da Praia)
- Ermida de Nossa Senhora dos Remédios (Fenais)
- Ermida de Santa Quitéria (Fonte do Mato)
- Ermida de Nossa Senhora da Vitória (Vitória)
- Ermida de São Miguel Arcanjo (Almas)
- Ermida de Nossa Senhora de Lurdes (Carapacho)
- Ermida do Corpo Santo (Santa Cruz da Graciosa)

### Impérios do Divino Espírito Santo
- Império do Espírito Santo de Guadalupe
- Império do Espírito Santo de Nossa Senhora dos Remédios
- Império do Espírito Santo de Santo Amaro
- Império do Espírito Santo das Almas
- Império do Espírito Santo das Fontes
- Império do Espírito Santo dos Funchais
- Império do Espírito Santo da Ribeirinha
- Império do Espírito Santo da Beira Beira-Mar, (Vitória)
- Império do Espírito Santo de Santo António, (Vitória)
- Império do Espírito Santo da Luz
- Império do Espírito Santo das Dores
- Império do Espírito Santo de Nossa Senhora da Guia (Vila da Praia)
- Império do Divino Espírito Santo das Pedras Brancas
- Império do Espírito Santo do Rebentão
- Império do Espírito Santo de São Mateus
- Império do Espírito Santo da Fonte do Mato

## Ilha das Flores

### Igrejas
- Igreja de São Boaventura (Santa Cruz das Flores)
- Igreja Matriz da Conceição (Santa Cruz das Flores)
- Igreja de São Pedro (Ponta Delgada)
- Igreja de São Roque (Cedros)
- Igreja de Nossa Senhora do Livramento (Caveira)
- Igreja de Nossa Senhora do Rosário (Lajes das Flores)
- Igreja de Nossa Senhora dos Remédios (Fajãnzinha)
- Igreja de São José (Fajã Grande)
- Igreja de Nossa Senhora dos Milagres (Lajedo)
- Igreja paroquial de São Caetano (Lomba)
- Igreja paroquial da Santíssima Trindade (Mosteiro)
- Igreja do Senhor Santo Cristo (Fazenda das Lages)

### Ermida
- Ermida de São João Baptista (Santa Cruz das Flores)
- Ermida de Nossa Senhora de Lourdes (Fazenda de Santa Cruz)
- Ermida de Nossa Senhora das Angústias (Lages das Flores)
- Ermida de Nossa Senhora das Flores (Fonte do Frade)
- Ermida de Nossa Senhora de Fatima (Ponta da Fajã Grande)
- Ermida de Nossa Senhora do Carmo (Ponta da Fajã Grande)

### Império do Divino Espírito Santo
- Império Casas do Espírito Santo (Cuada)
- Império do Divino Espírito Santo do Rossio (Fajãnzinha)
- Casa do Espírito Santo (Lajedo)
- Casa do Divino Espírito Santo (Lomba)
- Casa do Espírito Santo (Ponta Delgada)
- Casa do Espírito Santo (Santa Cruz)

## Ilha do Corvo

### Igreja
- Igreja de Nossa Senhora dos Milagres, Vila do Corvo.

### Império do Divino Espírito Santo
- Império do Espírito Santo da Vila do Corvo